# Avant qu'on explose
Pour plus de détails, voir Fiche technique et Distribution.
Avant qu'on explose est un film québécois réalisé par Rémi St-Michel sorti en 2019. Il s'agit du premier long métrage du réalisateur.

## Synopsis
Après que l'armée américaine ait coulé un sous-marin nord-coréen qui s'apprêtait à tester un missile nucléaire, la tension monte et la fin du monde semble imminente. Pour Pier-Luc, un adolescent de 16 ans de Baie-Saint-Paul, la situation semble plus grave. Il est obsédé par l'idée de mourir sans jamais avoir fait l'amour. Après des crises de panique qui l'amènent à être vu par une psychologue, ses amis, Samuel et Hubert l'aideront, parfois avec des mesures drastiques, à lui faire prendre sa virginité. 

## Fiche technique
Source : IMDb et Films du Québec
- Titre original : Avant qu'on explose
- Réalisation : Rémi St-Michel
- Scénario : Eric K. Boulianne
- Musique : Peter Venne
- Direction artistique : Dominique DesRochers
- Costumes : Francesca Chamberland
- Maquillage : Sophie Lebeau
- Coiffure : André Duval
- Photographie : Mathieu Laverdière (en)
- Son : Jean-Sébastien Beaudoin-Gagnon, Olivier Calvert, Stéphane Bergeron
- Montage : Jean-François Bergeron
- Production : Christian Larouche
- Société de production : Christal Films Productions
- Sociétés de distribution : Les Films Christal, Les Films Séville
- Budget : 3,8 millions $ CA
- Pays de production :  Canada
- Tournage : 13 septembre au 23 octobre 2017, à Baie-Saint-Paul, Rimouski, Montréal et la Barbade
- Langue originale : français
- Format : couleur (Technicolor)
- Genre : comédie dramatique
- Durée : 108 minutes
- Dates de sortie :
  - Canada : 20 février 2019 (première aux Rendez-vous Québec Cinéma)
  - Canada : 28 février 2019 (sortie en salle au Québec)
  - Canada : 2 juillet 2019 (VSD)[2]
- Classification :
  - Québec : 13 ans et plus[3]

## Distribution
- Étienne Galloy (en) : Pier-Luc
- Will Murphy : Samuel
- Madani Tall : Hubert
- Julianne Côté : Maude, la sœur de Pier-Luc
- Monia Chokri : la psy
- Brigitte Poupart : la mère à Quick
- Antoine Olivier Pilon : Little
- Rose-Marie Perreault : Cynthia Desmeules
- Denis Harvey : Kevin Girard
- Jessica Iacobaccio : Marie-Pierre Hébert
- Élizabeth Tremblay-Gagnon : Cathy-Anne Tremblay
- Laurie Babin : Nathalie, la blonde de Sam
- Estévan Morin : Steven Tanguay
- Rodley Pitt : Dave, le portier du bar
- Eric K. Boulianne : le barman
- Ellen David : la mariée américaine